# Aleksandr Pavlovski
Aleksandr Pavlovski   (Minsk, 14 de juliol de 1936 - 4 de juliol de 1977) va ser un tirador d'esgrima belarús, especialista en espasa, que va competir sota bandera de la Unió Soviètica durant les dècades de 1950 i 1960.
El 1960 va prendre part en els Jocs Olímpics d'Estiu de Roma, on va guanyar la medalla de bronze en la prova d'espasa per equips del programa d'esgrima.
En el seu palmarès també destaca una medalla de bronze al Campionat del Món d'esgrima de 1962, així com el campionat de l'URSS de 1958, 1961 i 1962.